# 꺅도요사촌
꺅도요사촌(Gallinago megala)은 도요과의 한 종이다. 철새이며, 섭금류에 속하고 긴 부리를 가지고 있다.
영어 이름인 Swinhoe's snipe는 1861년 이 종을 처음으로 기재한 영국의 박물학자 로버트 스윈호의 이름을 따서 붙여졌다.

## 식별
무늬가 있는 검은색, 갈색, 담황색, 흰색 깃털이 있어 꺅도요속에 속하는 종임을 식별할 수는 있지만 큰꺅도요, 바늘꼬리도요 등과 구별하는 것은 쉽지 않다.

## 분포
보통 시베리아 중부와 남부, 몽골에서 번식한다. 비번식기에는 전체 개체군이 인도 동부와 남부, 스리랑카, 중국 남동부, 동남아시아, 뉴기니 등지로 이동하여 지낸다. 중국 동부와 드물게 일본으로 이동한 경우도 있다. 오스트레일리아로 이동한 경우도 있는데, 보통 노던 준주의 톱 엔드, 웨스턴오스트레일리아주 북서부 등에 분포한다.

## 행동

### 서식
번식지는 보통 습지이다. 비번식지는 논과 같은 얕은 담수 습지로, 먹이를 구하기 위해 진흙과 얕은 물이 있어야 하고 근방이 식물로 덮여있어야 한다.

### 먹이
보통 지렁이, 연체동물, 곤충과 같은 작은 무척추동물을 먹는다.

## 보전 상태
현저한 개체수 감소의 근거가 없고 분포 범위 또한 넓기 때문에 최소관심종으로 분류되었다.

## 참고 문헌
- BirdLife International. (2006). Species factsheet: Gallinago megala. Downloaded from http://www.birdlife.org on 9 February 2007
- Higgins, P.J.; & Davies, J.N. (eds). (1996). Handbook of Australian, New Zealand and Antarctic Birds. Volume 3: Snipe to Pigeons. Oxford University Press: Melbourne. ISBN 0-19-553070-5
- Lane, Brett; & Davies, Jeff. (1987). Shorebirds in Australia. RAOU: Melbourne. ISBN 0-17-006824-2
- National Photographic Index of Australian Wildlife. (1987). The Shorebirds of Australia. Angus & Robertson: Sydney. ISBN 0-207-15348-5